# Subria uniformis
Subria uniformis är en insektsart som beskrevs av Willemse, C. 1966. Subria uniformis ingår i släktet Subria och familjen vårtbitare. Inga underarter finns listade i Catalogue of Life.